# مستعر أعظم 393
المستعر الأعظم 393 المعروف اختصارًا باسم م أ 393 هو التسمية الحديثة للمستعر الأعظم الذي رصده الصينيون في عام 393م، ويقع في جنوب كوكبة العقرب. وقد بلغ قدره الظاهري -1، وكان مرئيًا لنحو ثمانية أشهر قبل أن يختفي عن الأنظار. وقد رجحت فترة ظهوره تلك، أن يكون مستعر أعظم، ناتج عن انفجار نجمي عنيف. عندما انفجر النجم انتشر حطامه بين النجوم مكونةً بقايا مستعر أعظم من الغاز والبلازما.
في عام 1996، قام الروسات بمسح جميع السماء مكتشفًا بقايا مستعر أعظم جديدة في هذا المنطقة من السماء: RX-3946 J1713.7. بعد ذلك بعامين، اقترح أن هذا قد يكون أفضل مكان يتناسب مع المستعر الأعظم 393. وفي عام 1999، أجريت مراقبات خلصت إلى أن هذه البقايا مرتبطة منطقة هيدروجين II ‏ G347.611 +0.204، التي تقع على بعد 6,000 فرسخ كوني. ومع ذلك في عام 2003، عند دراسة التفاعل بين هذه السحابة وسحابة جزيئية قربت مسافتها إلى 1,000 فرسخ كوني. وعزز هذا التقدير دراسة أخرى أجريت عام 2004 لامتصاص الأشعة السينية والهيدروجين في المادة بين بقايا هذا المستعر الأعظم والأرض. ونظرًا لكون هذه البقايا لها قطر زاو قدره 70 دقيقة قوسية في السماء، لذا فعلى تلك المسافة يكون للبقايا قطر قيمته 20 فرسخ كوني.
بقايا المستعر الأعظم RX-3946 J1713.7 تتسق مع انفجار مستعر أعظم من النوع II أو مستعر أعظم، 1 ب و 1 سي لنجم له كتلة أولية لا تقل عن 15 كتلة شمسية، ولدت طاقة من حوالي 1,3 × 1051 إرج، انفجر معها ثلاث كتل شمسية من المواد إلى المناطق المحيطة بين النجوم.